# カメレオン (映画)
『カメレオン』は、2008年制作の日本映画。阪本順治監督作品。松田優作主演の“遊戯シリーズ”第2弾として、『探偵物語』で脚本家デビューする前の丸山昇一によって執筆されるも、実現しなかった作品『カメレオン座の男』。30年の時を経て、丸山自身が設定を現代に合わせて大幅にリメイク。それにより完成したのが本作である。

## ストーリー
カメレオンのようにいくつもの顔を持つ野田伍郎は、何の疑いも持たれず安い詐欺を繰り返し、金を奪ってきた。ある日、仲間たちといつもの詐欺に成功した帰り道で偶然、政府要人の拉致現場を目撃。それが原因で命を狙われるようになり、仲間たちが次々と殺されてしまった。伍郎が街で知り合った占い師の小池佳子も事件に巻き込まれてしまい、怒りに震えた伍郎はついに復讐を計画する…。

## キャスト
- 野田伍郎：藤原竜也
- 小池佳子：水川あさみ
- 春川公介：塩谷瞬
- 木島高：豊原功補
- 吉田純：波岡一喜
- 柄本佑
- 西興一朗
- 街田しおん
- 菅田俊
- 梶原悟：萩原聖人
- 木島高：平泉成
- 境研造：谷啓
- 山村修次：犬塚弘
- 山村典子：加藤治子
- 厚木義武：岸部一徳
- 倉本康子

## スタッフ
- 監督：阪本順治
- 脚本：丸山昇一
- 製作者：黒澤満
- プロデューサー：國松達也、天野和人、椎井友紀子
- 企画：遠藤茂行
- 撮影：笠松則通
- 音楽：安川午朗
- 主題歌：シギ「証明」（エピックレコードジャパン）
- 美術：杉本亮
- 編集：普嶋信一
- 録音：志満順一
- スクリプター：今村治子
- 助監督：小野寺昭洋
- 照明：石田健司
- ライン・プロデューサー：望月政雄
- 製作プロダクション：セントラル・アーツ
- 製作委員会メンバー：セントラル・アーツ、東映ビデオ、バップ、テレビ東京、エピックレコードジャパン、東映エージェンシー、アークエンタテインメント

## 評価
- 映画館大賞「映画館スタッフが選ぶ、2008年に最もスクリーンで輝いた映画」第74位
- 第18回日本映画プロフェッショナル大賞 主演男優賞 藤原竜也